# Grechanaya Balka
Grechanaya Balka (del ruso: Гречаная Балка) es un jútor del raión de Kalíninskaya del krai de Krasnodar en el sur de Rusia. Está situado a orillas de un afluente por la izquierda del río Kirpili, 20 km al noroeste de Kalíninskaya y 77 km al noroeste de Krasnodar, la capital del krai. Tenía 1 718 habitantes en 2010.
Es cabeza del municipio Kuibyshevskoye, al que pertenecen asimismo las siguientes localidades: Redant, Malai, Stepnoi, Mashchenski, Greki, Mogukorovka, Mirni y Rogachevski.